# Vukosavci (Aranđelovac)
Vukosavci (Servisch cyrillisch Вукосавци) is een plaats in de Servische gemeente Aranđelovac. De plaats telt 411 inwoners (2002).